# باد فيلدونغن
باد ويلدونغن (بالألمانية: Bad Wildungen) هي بلدة، location with spa، مدينة و بلدة ألمانية تقع في ألمانيا في Waldeck-Frankenberg. يقدر عدد سكانها بـ 17,891 نسمة .

## المدن التوأمة
مدن سافرون والدن ‏، Yichun و سان-جان-دي-موريين هي مدن توأمة لـباد ويلدونغن.

## أعلام
- أوتو شولتز
- فالتر لوبكه
- باتريك لانج
- فرانك بريمر
- رينات بلوم